# Casa Àngel Rodríguez
La Casa Àngel Rodríguez és una obra de Parets del Vallès (Vallès Oriental) inclosa a l'Inventari del Patrimoni Arquitectònic de Catalunya.

## Descripció
Es tracta d'una casa aïllada, fent cantonada, amb jardí. És de planta concentrada i consta de quatre cossos de diferents alçades, un d'ells de planta baixa amb coberta a tres vessants, limitat per un ampli porxo de quatre arcs de punt rodó que emfasitzen l'entrada. L'edificació es distribueix en planta baixa i pis. La coberta és complexa, amb teula àrab, els vessants acaben amb una treballada imbricació de peces ceràmiques vistes pintades de color blanc. Del costat nord de la coberta sobresurt una torre de planta quadrada amb coberta a quatre vessants, rematada amb una hídria ceràmica. Les façanes estan arrebossades i pintades de color blanc. Els buits de la torre estan emmarcats amb peces de ceràmica vistes.
La tanca de peces ceràmiques, recolzada en un doble sòcol, de paredat comú i aplacat, limitat per pilars.

## Història
El 30 de novembre de 1947, Àngels Rodríguez demana permís per a construir una casa, que acompanya amb plànols realitzats per l'arquitecte García de Alcañiz.